# Jeremi Wiśniowiecki
Pour les articles homonymes, voir Wiśniowiecki.
Jeremi Wiśniowiecki (17 août 1612-20 août 1651), prince de Wiśniowiec, Łubnie et Khorol, est le père du futur roi de Pologne, Michał Wiśniowiecki.

## Biographie
Jeremi Wiśniowiecki est né en 1612, fils de Michał Wiśniowiecki et de Raina [Regina] Movilă [Mohyła]. Représentant de l'ancien système princier, il renforce son pouvoir par une habile politique de mariages parmi les maisons princières de la République nobiliaire. Il s'est ainsi allié avec Aleksander Koniecpolski, qui avait obtenu la dignité de prince du Saint-Empire romain germanique de l'empereur Ferdinand III en 1637, il a en outre épousé la fille aînée de Tomasz Zamoyski, grand chancelier de la couronne polonaise, et a ainsi pu gagner une autre maison noble contre le nouveau système princier. On sait également que Jeremi Wiśniowiecki est initialement ami avec les Cosaques, qui lui sont ensuite hostiles, il a participé à la répression de la Insurrection d'Ostrianine, et qu'ils voulaient l'élire comme leur ataman, mais que les intrigues des princes alliés et du parti des magnats l'en empêchèrent. Il est également historiquement prouvé que les Cosaques lui ont accordé un sauf-conduit pour traverser le Dniepr après la défaite polonaise à la bataille de Korsoun en 1648. Jeune adulte, il s'est converti du christianisme orthodoxe au catholicisme.
Jeremi Wiśniowiecki était un chef militaire de talent. L'une de ses plus grandes victoires militaires fut la défense réussie de Zbaraj en 1649, qui dura plus d'un mois. Lors de cette confrontation guerrière, il n'a pu mobiliser que 9 000 soldats polonais contre les 150 000 cosaques et tatars. Sa carrière militaire commença avec la guerre de Smolensk (1632-1634). Trois ans plus tard, il a combattu les Cosaques et les Tatars rebelles. En outre, en tant que commandant des troupes polonaises, il a combattu les Cosaques avec Janusz Tyszkiewicz lors de la bataille de Starokostiantyniv en 1648. Lors de la bataille de Berestetchko en 1651, il mène l'armée polonaise à la victoire contre les Cosaques par l'aile gauche, après que le roi Jean II Casimir Vasa eut été blessé.
Jeremi Wiśniowiecki possédait de grandes propriétés dans la région de Kiev et dans la voïvodie ruthène (aujourd'hui en Ukraine). Grâce à une politique économique habile, il développe rapidement ses terres et peut même constituer sa propre armée privée (au début 2000 puis jusqu'à 9000 soldats), avec l'aide de laquelle il fait régner un ordre strict dans son pays et le protège des attaques des Tatars. Son action intransigeante a été critiquée à la Diète, mais il a finalement pu créer des faits accomplis en partie grâce à de grandes victoires militaires.